# Ranji Trophy 2014/15
Der Ranji Trophy 2014/15 war die 80. Saison des nationalen First-Class-Cricket-Wettbewerbes in Indien. Gewinner war Karnataka, die somit ihre 8. Ranji Trophy gewannen.

## Format
Die Mannschaften spielten in drei Gruppen jeweils einmal gegen jede andere Mannschaft ihrer Gruppe. Die Gruppeneinteilung basiert auf der der vorherigen Saison 2013/2014, wobei die Gruppenletzten der Gruppen A und B in die Gruppe C abstiegen und die beiden Gruppenersten der Gruppe C in die Gruppen A und B aufstiegen. Für einen Sieg erhielt ein Team zunächst 6 Punkte, für ein Unentschieden (beide Mannschaften erzielen die gleiche Anzahl an Runs) 3 Punkte. Sollte kein Ergebnis erreicht werden und das Spiel in einem Remis enden zählen die Resultate nach dem ersten Innings. Dabei gibt es drei Punkte für einen Sieg, und jeweils einen Punkt im Falle eines Unentschiedens oder einer Niederlage. Einen Bonuspunkt gibt es für Siege mit einem Innings oder mit einem Vorsprung von 10 Wickets. Aus Gruppe A und B qualifizieren sich jeweils die ersten drei, aus Gruppe C die besten beiden Mannschaften für das Viertelfinale. Von da aus wird im K.-o.-System der Sieger der Ranji Trophy in neutralen Stadien ausgespielt.

## Resultate

### Gruppenphase

#### Gruppe A
Tabelle
| Teams             | Sp. | S | N | U | R | DWF | DTF | DLF | ND | BP | Punkte | Q     |
| ----------------- | --- | - | - | - | - | --- | --- | --- | -- | -- | ------ | ----- |
| Karnataka         | 8   | 4 | 0 | 0 | 0 | 2   | 0   | 2   | 0  | 1  | 33     | 1.633 |
| Tamil Nadu        | 8   | 4 | 1 | 0 | 0 | 0   | 0   | 3   | 0  | 2  | 29     | 1.244 |
| Mumbai            | 8   | 2 | 2 | 0 | 0 | 2   | 0   | 2   | 0  | 0  | 20     | 0.937 |
| Madhya Pradesh    | 8   | 1 | 1 | 0 | 0 | 3   | 0   | 3   | 0  | 1  | 19     | 1.143 |
| Baroda            | 8   | 1 | 2 | 0 | 0 | 3   | 0   | 2   | 0  | 1  | 18     | 1.078 |
| Railways          | 8   | 0 | 2 | 0 | 0 | 5   | 0   | 1   | 0  | 0  | 16     | 0.922 |
| Uttar Pradesh     | 8   | 2 | 3 | 0 | 0 | 0   | 0   | 1   | 2  | 0  | 15     | 0.760 |
| Bengal            | 8   | 0 | 1 | 0 | 0 | 3   | 0   | 3   | 1  | 0  | 13     | 0.820 |
| Jammu and Kashmir | 8   | 1 | 3 | 0 | 0 | 1   | 0   | 2   | 1  | 0  | 12     | 0.601 |

Sieg: 6 Punkte; Remis: 1 Punkte

#### Gruppe B
Tabelle
| Teams       | Sp. | S | N | U | R | DWF | DTF | DLF | ND | BP | Punkte | Q     |
| ----------- | --- | - | - | - | - | --- | --- | --- | -- | -- | ------ | ----- |
| Delhi       | 8   | 5 | 1 | 0 | 0 | 1   | 0   | 1   | 0  | 3  | 37     | 1.471 |
| Maharashtra | 8   | 3 | 2 | 0 | 0 | 2   | 0   | 1   | 0  | 1  | 26     | 1.290 |
| Vidarbha    | 8   | 2 | 1 | 0 | 0 | 3   | 0   | 2   | 0  | 1  | 24     | 1.468 |
| Gujarat     | 8   | 2 | 2 | 0 | 0 | 4   | 0   | 0   | 0  | 0  | 24     | 0.965 |
| Odisha      | 8   | 3 | 3 | 0 | 0 | 0   | 0   | 2   | 0  | 0  | 20     | 0.790 |
| Punjab      | 8   | 2 | 3 | 0 | 0 | 2   | 0   | 1   | 0  | 0  | 19     | 0.947 |
| Rajasthan   | 8   | 2 | 3 | 0 | 0 | 1   | 0   | 2   | 0  | 1  | 18     | 0.821 |
| Haryana     | 8   | 2 | 4 | 0 | 0 | 1   | 0   | 1   | 0  | 1  | 17     | 0.875 |
| Saurashtra  | 8   | 1 | 3 | 0 | 0 | 0   | 0   | 4   | 0  | 0  | 10     | 0.668 |

Sieg: 6 Punkte; Remis: 1 Punkte

#### Gruppe C
Tabelle
| Teams            | Sp. | S | N | U | R | DWF | DTF | DLF | ND | BP | Punkte | Q     |
| ---------------- | --- | - | - | - | - | --- | --- | --- | -- | -- | ------ | ----- |
| Assam            | 8   | 5 | 1 | 0 | 0 | 1   | 0   | 1   | 0  | 4  | 38     | 1.325 |
| Andhra Pradesh   | 8   | 4 | 1 | 0 | 0 | 0   | 0   | 2   | 1  | 2  | 29     | 1.454 |
| Himachal Pradesh | 8   | 2 | 0 | 0 | 0 | 4   | 0   | 1   | 1  | 2  | 28     | 1.677 |
| Jharkhand        | 8   | 2 | 1 | 0 | 0 | 2   | 0   | 3   | 0  | 0  | 21     | 1.171 |
| Hyderabad        | 8   | 1 | 1 | 0 | 0 | 4   | 0   | 2   | 0  | 0  | 20     | 1.123 |
| Kerala           | 8   | 1 | 1 | 0 | 0 | 4   | 0   | 2   | 0  | 0  | 20     | 0.908 |
| Tripura          | 8   | 0 | 3 | 0 | 0 | 2   | 0   | 2   | 1  | 0  | 9      | 0.635 |
| Services         | 8   | 0 | 4 | 0 | 0 | 2   | 0   | 1   | 1  | 0  | 8      | 0.773 |
| Goa              | 8   | 0 | 3 | 0 | 0 | 0   | 0   | 5   | 0  | 0  | 5      | 0.575 |

Sieg: 6 Punkte; Remis: 1 Punkte

## Play-offs

### Viertelfinale
| 16. – 20. Februar Scorecard | Indore | Karnataka 425 (144.2) & 415-5d (115) | – | Assam 158 (75) & 338-4 (88) |
|                             |        | Remis                                |   |                             |

Karnataka gewinnt nach dem Resultat im ersten Innings.
| 16. – 20. Februar Scorecard | Cuttack | Mumbai 156 (81) & 450 (143.1) | – | Delhi 166 (54) & 236 (87) |
|                             |         | Mumbai gewinnt mit 204 Runs   |   |                           |

| 16. – 20. Februar Scorecard | Jaipur | Tamil Nadu 403 (169.5) & 266 (98.2) | – | Vidarbha 259 (105.2) & 142-8 (49) |
|                             |        | Remis                               |   |                                   |

Tamil Nadu gewinnt nach dem Resultat im ersten Innings.
| 16. – 20. Februar Scorecard | Rohtak | Maharashtra 91 (41.5) & 223 (68.3) | – | Andhra Pradesh 138 (63.3) & 101 (46.3) |
|                             |        | Maharashtra gewinnt mit 75 Runs    |   |                                        |

### Halbfinale
| 25. – 28. Februar Scorecard | Bangalore | Karnataka 202 (60.2) & 286 (77.5) | – | Mumbai 44 (15.3) & 332 (121.1) |
|                             |           | Karnataka gewinnt mit 112 Runs    |   |                                |

| 25. – 28. Februar Scorecard | Kolkata | Tamil Nadu 549 (226.4) & 119 (46.2) | – | Maharashtra 454 (142) |
|                             |         | Remis                               |   |                       |

Tamil Nadu gewinnt nach dem Resultat im ersten Innings.

### Finale
| 8. – 12. März Scorecard | Mumbai | Tamil Nadu 134 (62.4) & 411 (107.5)              | – | Karnataka 762 (231.2) |
|                         |        | Karnataka gewinnt mit einem Innings und 217 Runs |   |                       |

## Irani Cup 2014/15
Für den Irani Cup 2014/15 qualifizierte sich der Gewinner der Ranji Trophy, Karnataka, und spielte gegen die Auswahlmannschaft Rest of India. Karnataka gewann die Begegnung mit 246 Runs.

### Austragungsort
| Stadion                | Stadt     | Kapazität |
| ---------------------- | --------- | --------- |
| M. Chinnaswamy Stadium | Bangalore | 42.000    |

### Kader
| First Class | First Class |
| Karnataka | Rest of India |
| --- | --- |
| - Vinay Kumar (K) - Mayank Agarwal - Sreenath Aravind - Chandrushekar Avinash - Shishir Bhavane - Chidhambaram Gautam (wk) - Shreyas Gopal - Abhimanyu Mithun - Karun Nair - Manish Pandey - Udit Patel - Abhishek Reddy - Ravikumar Samarth - HS Sharath - Jagadeesha Suchith - Robin Uthappa | - Manoj Tiwary (K) - Varun Aaron - Baba Aparajith - Unmukt Chand - Rishi Dhawan - Paras Dogra - Kedar Jadhav - Jiwanjot Singh - Rush Kalaria - Naman Ojah (wk) - Pragyan Ojha - Jalaj Saxena - Vijay Shankar - Shardul Thakur - Jayant Yadav |

### Resultat
| 17. – 20. März Scorecard | Bangalore | Karnataka 244 (77.1) & 422 (110.3) | – | Rest of India 264 (75.4) & 156 (43.3) |
|                          |           | Karnataka gewinnt mit 246 Runs     |   |                                       |